# Campionats del món de ciclisme en ruta de 1970

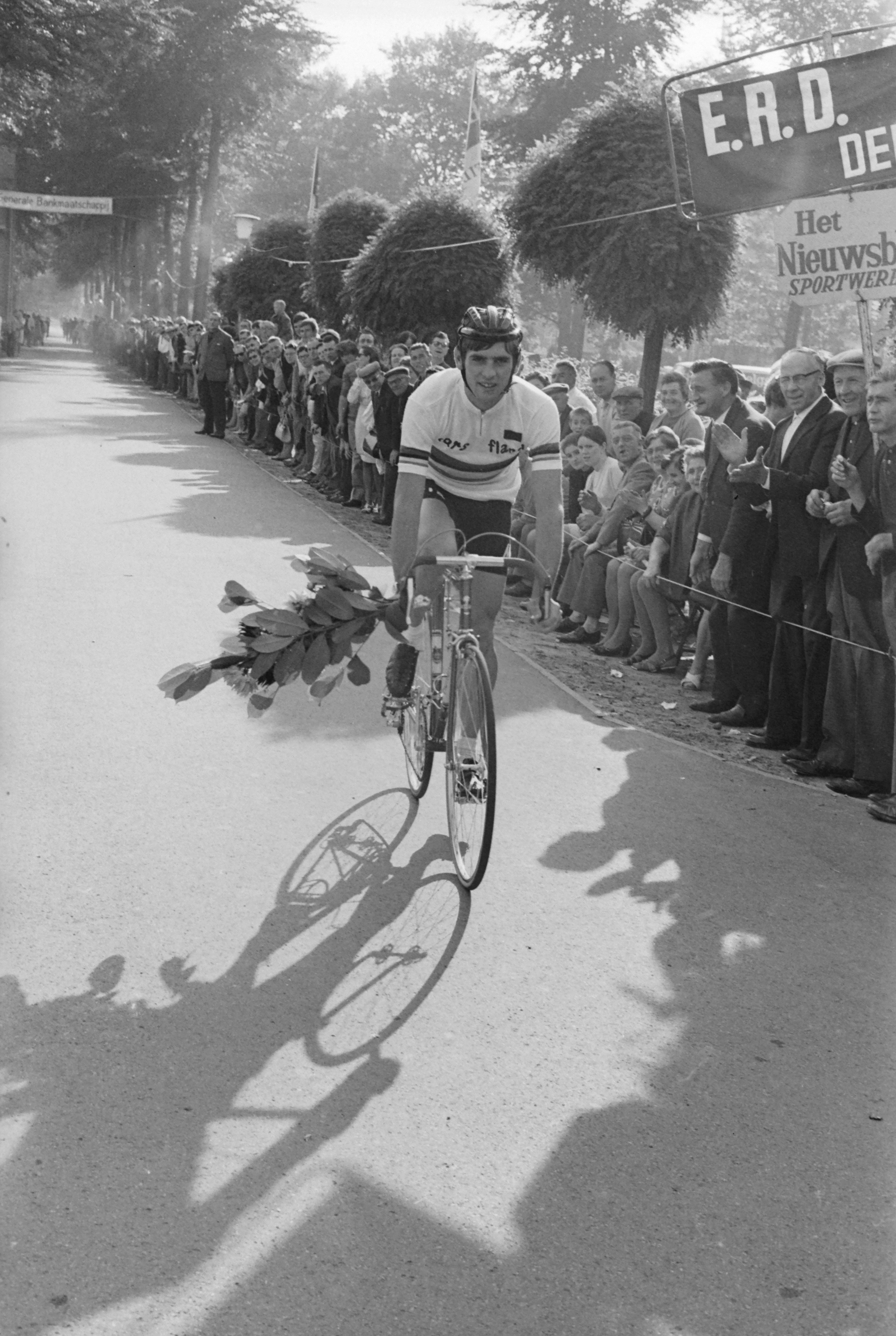
Fotografia de Jean-Pierre Monseré, guanyador de la medalla d'or de la cursa en línia masculina.

Els Campionats del món de ciclisme en ruta de 1970 es disputaren el 13 al 16 d'agost de 1970 a Leicester, Regne Unit.

## Resultats
| Proves :                            | Or                                                                                 | Or         | Argent                                                                        | Argent | Bronze                                                                        | Bronze |
| Masculines                          |                                                                                    |            |                                                                               |        |                                                                               |        |
| Cursa en línia masculina detalls    | Jean-Pierre Monseré · Bèlgica                                                      | 6h 33' 58" | Leif Mortensen · Dinamarca                                                    | + 2"   | Felice Gimondi · Itàlia                                                       | m. t.  |
| Cursa en línia masculina amateur    | Jorgen Schmidt · Dinamarca                                                         | 4h 08' 12" | Ludo van der Linden · Bèlgica                                                 | + 3"   | Tony Gakens · Bèlgica                                                         | + 5"   |
| Contrarellotge per equips masculins | Unió Soviètica · Valeri Iardi · Vladímir Sokolov · Borís Xúkhov · Valeri Likhatxov | 2h 12' 28" | Txecoslovàquia · Jiri Mainus · Frantisek Rezac · Milan Puzrla · Petr Matousek | + 18"  | Països Baixos · Fedor den Hertog · Popke Oosterhof · Tino Tabak · Adri Duyker | + 31"  |
| Femenines                           |                                                                                    |            |                                                                               |        |                                                                               |        |
| Cursa en línia femenina detalls     | Anna Konkina · Unió Soviètica                                                      | 1h 39' 54" | Morena Tartagni · Itàlia                                                      | m. t.  | Raisa Obodovskaja · Unió Soviètica                                            | m. t.  |

## Medaller
| Posició | País           | Or | Plata | Bronze | Total |
| 1       | Unió Soviètica | 2  | 0     | 1      | 3     |
| 2       | Bèlgica        | 1  | 1     | 1      | 3     |
| 3       | Dinamarca      | 1  | 1     | 0      | 2     |
| 4       | Itàlia         | 0  | 1     | 1      | 2     |
| 5       | Txecoslovàquia | 0  | 1     | 0      | 1     |
| 6       | Països Baixos  | 0  | 0     | 1      | 1     |
| Total   | Total          | 4  | 4     | 4      | 12    |